# Missoni
Missoni bzw. die Missoni S.p.A. mit Sitz im lombardischen Sumirago ist ein 1953 von Ottavio zusammen mit seiner Frau Rosita Missoni in Gallarate gegründetes italienisches Familienunternehmen im Bereich Mode und Luxusgüter.
Missoni ist international bekannt für farbenfrohe Textilien und Strickwaren aus verschiedensten Materialien mit bunten Streifen im Zickzack-Muster bzw. Fischgrätmuster und im Patchwork-Design. Das Unternehmen bietet über ein weltweites Netzwerk von eigenen Boutiquen und den gehobenen Einzelhandel neben hochpreisiger Prêt-à-porter-Mode für Damen, Herren und Kinder auch Lederwaren, Accessoires, Parfüm, Uhren und Schmuck sowie Artikel für den Heimbedarf (Missoni Home) an. Seit den 1970er Jahren werden die Missoni-Modekollektionen je zwei Mal jährlich bei den internationalen Modewochen in Mailand vorgeführt.

## Unternehmensgeschichte

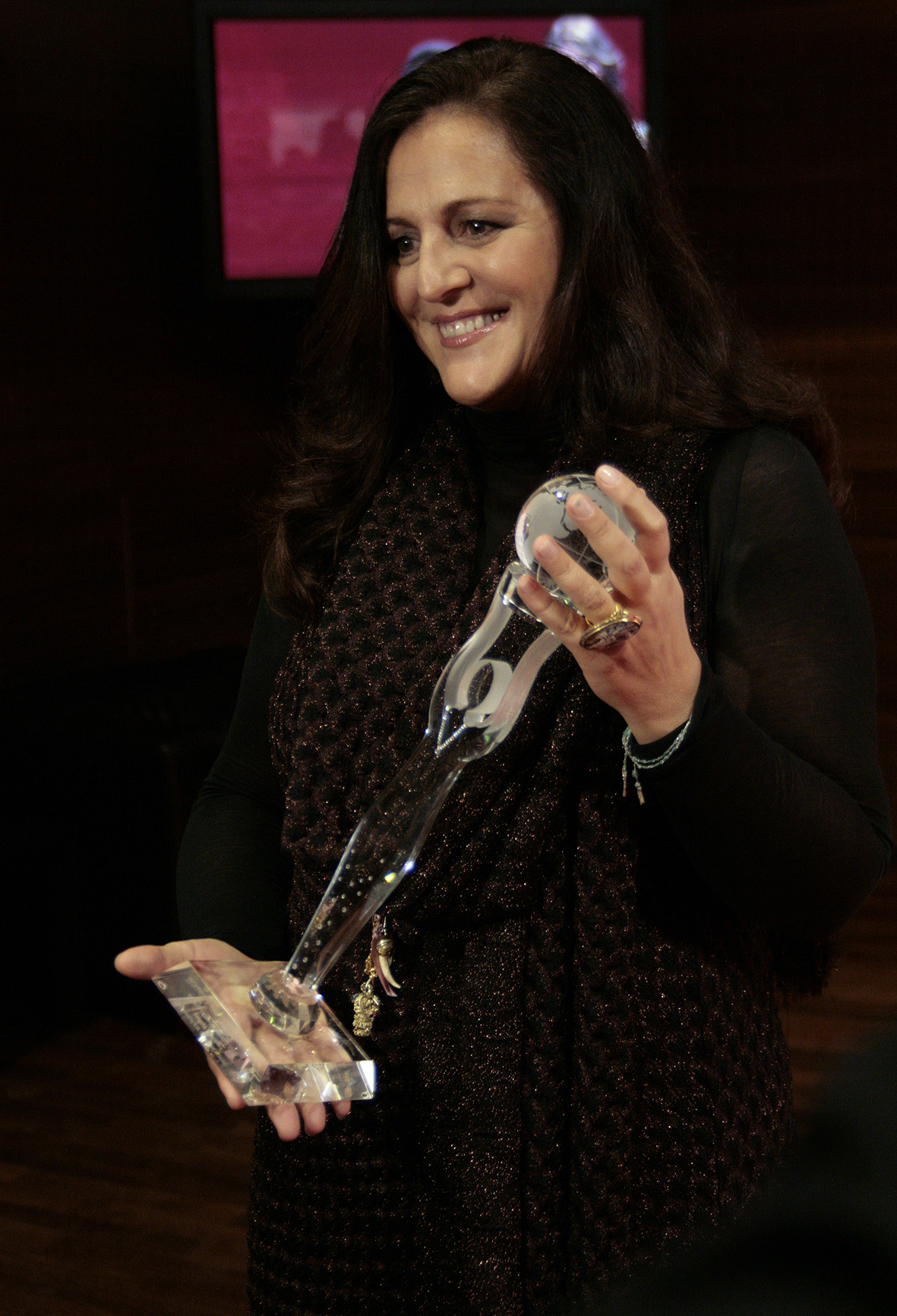
Angela Missoni (2009)

Ottavio “Tai” Missoni, ein Leichtathlet und Olympiateilnehmer, hatte bereits ab Ende der 1940er Jahre damit begonnen, Sportanzüge aus Wolle herzustellen, die 1948 von der italienischen Olympiamannschaft getragen wurden. 1953 gründete er mit seiner Frau Rosita, die er 1948 bei den Olympischen Spielen in London kennengelernt und 1953 geheiratet hatte, unter dem Namen Maglificio Jolly in Gallarte eine kleine Strickwarenfabrik unweit von Rositas Heimatstadt Golasecca.

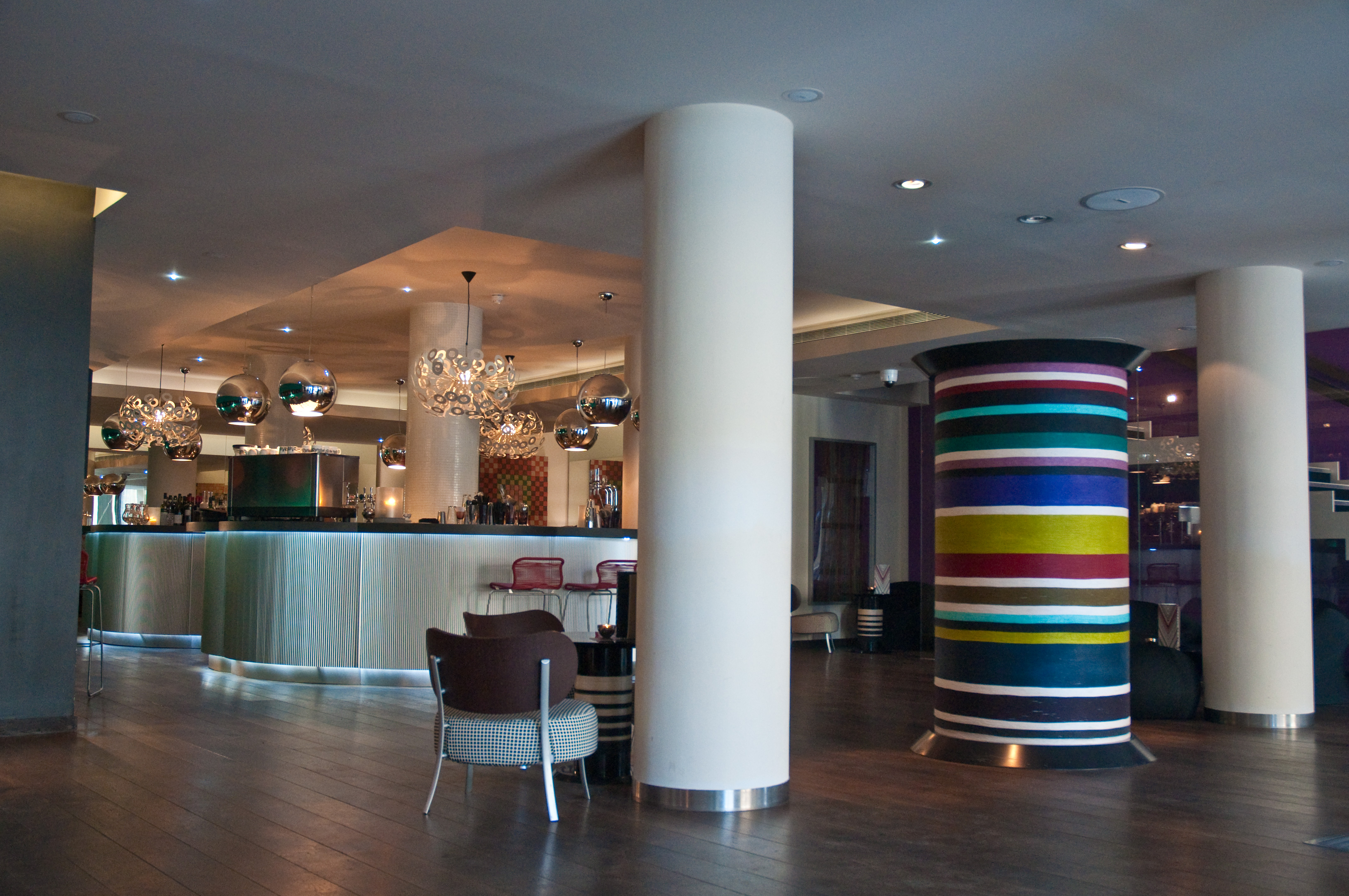
Lobby des Hotel Missoni in Edinburgh

Ihre Produkte verkauften die Missonis zunächst an italienische Einzelhändler. 1958 trugen für die italienische Warenhaus-Kette La Rinascente produzierte, gestreifte Hemdblusen-Kleider für Damen erstmals ein Missoni-Etikett. Mit Raschelmaschinen von Rositas Großeltern, die ein Textilunternehmen besaßen, führten die Missonis Anfang der 1960er Jahre das Zickzack-Muster auf ihren Textilien ein, welches das Markenzeichen der Marke Missoni werden sollte. Mit Unterstützung der einflussreichen, italienischen Modejournalistin Anna Piaggi nahm der Bekanntheitsgrad der Marke Missoni in den folgenden Jahren rasch zu. Auf einer New York City Reise lernten die Missonis 1965 die französische Stylistin Emmanuelle Khanh kennen, die in den Folgesaisons als Designerin für Missoni arbeitete. Die Missoni-Kollektionen wurden ab 1966 in Mailand vorgestellt. In den Folgejahren übernahm das Ehepaar Missoni die kreative Leitung des Unternehmens wieder selbst. 1967 wurde Missoni zu der damals bedeutenden Modemesse Pitti in Florenz eingeladen. Gleichzeitig wurde Missoni-Mode erstmals in Paris verkauft. 1969 wurde erstmals mittels des Streckenfärbung-Verfahrens (space-dyeing) hergestellte Missoni-Bekleidung vorgestellt.
Durch die Bekanntschaft mit der amerikanischen Vogue-Chefredakteurin Diana Vreeland eroberte Missoni den US-amerikanischen Markt. 1970 eröffnete in der New Yorker Bloomingdale’s-Filiale ein Missoni Shop-in-Shop. 1973 wurden die Missonis in Dallas mit dem Neiman Marcus Modepreis bedacht. Ab 1974 wurden die Missoni-Laufstegschauen regelmäßig in Mailand veranstaltet, und zwei Jahre später öffnete die erste Missoni-Boutique in Mailand ihre Türen. 1979 wurde das Missoni-Portfolio um Herrenmode erweitert. 1980 wurde eine Missoni-Boutique in München eingeweiht. Im gleichen Jahr erschien das erste Missoni-Parfüm für Damen, die Herren-Variante und weitere Düfte folgten ab 1983. Anfang der 1980er Jahre wurde der Innenraum von Fiat-Modellen von Missoni gestaltet. Ab 1983 wurde das Sortiment um (Wand-)Teppiche und eine Kollektion für den Heimbedarf erweitert. Zeitgleich entwarfen die Missonis Kostüme für das Teatro alla Scala in Mailand. 1984 wurde eine Missoni-Boutique auf der Madison Avenue in Manhattan eingeweiht. Mitte der 1980er Jahre wurden die Missoni-Kollektionen um die etwas preisgünstigere und von der Valentino Fashion Group produzierte Lizenzkollektion M Missoni für Damen ergänzt.
1997 übergaben die Missonis ihre Firma an ihre Kinder: Vittorio (1954–2013) wurde Marketing-Leiter, Luca (* 1956) wurde Chefdesigner der Herrenmode sowie der Sportlinie Missoni Sport und leitete fortan die Stiftung Ottavio and Rosita Missoni Foundation, und Angela Missoni (* 1958) wurde zur Kreativdirektorin des Hauses ernannt. Ende der 1990er kam eine erfolgreiche Bademoden-Kollektion zum Missoni-Angebot hinzu. 2006 wurden alle bis dahin lancierten Missoni-Parfüms eingestellt und durch einen neuen Damenduft namens Missoni ersetzt. 2007 lancierte Missoni erstmals Kinderbekleidung. 2008 wurde die Marke Missoni Sport eingestellt, und Angela Missoni übernahm als Kreativdirektorin von ihrem Bruder Luca das Ressort der Männermode. 2009 übernahmen Mitglieder der Missoni-Familie wieder wichtige Management-Posten im Unternehmen, die in den Jahren zuvor an externe Manager vergeben worden waren.
2009 öffnete in Zusammenarbeit mit der Rezidor Hotel Group das erste Missoni-Hotel in Edinburgh. 2011 wurde ein weiteres Hotel in Kuwait eröffnet. Darauf ernannte Missoni den Italiener Alberto Piantoni zum CEO und damit zum Nachfolger von Vittorio Missoni, da dieser im Januar 2013 in Venezuela beim Absturz seines Privatflugzeugs verunglückt war. Ab den 2010er Jahren entwarf die Missoni-Enkelin und Tochter von Angela, Margherita Missoni, Handtaschen für das Familienunternehmen. Zur gleichen Zeit ging Missoni Kollaborationen mit anderen Firmen wie Converse, Bugaboo (Kinderwagen) oder Havaianas ein. Ende 2011 bot Missoni in Zusammenarbeit mit der US-amerikanischen Warenhauskette Target in den USA eine niedrigpreisige Kollaborationskollektion an. Der Jahresumsatz von Missoni wurde 2013 mit 170 Millionen Euro beziffert.
2014 wurde die Italienerin Rossella Jardini, zuvor seit 1994 Kreativchefin bei Moschino, als Design-Beraterin von Angela Missoni engagiert. Für 2014 wurde eine Schuhkollektion und eine neue Parfümlizenz angekündigt. Die Aktiengesellschaft Missoni ist vollständig in der Hand der Familie Missoni, nicht börsennotiert und ohne Beteiligung durch Investoren. 2013 existierten weltweit mehr als 30 eigene Missoni-Geschäfte, darunter Boutiquen in München, Wien und Lugano.